# Scambus rubrigaster
Scambus rubrigaster är en stekelart som beskrevs av Kusigemati 1990. Scambus rubrigaster ingår i släktet Scambus och familjen brokparasitsteklar. Inga underarter finns listade i Catalogue of Life.